# Everybody Saves Father and The Only Girl in Camp
Everybody Saves Father and The Only Girl in Camp er en amerikansk stumfilm fra 1911.